# Alsóvist község
Alsóvist község (románul: Comuna Viștea) község Brassó megyében, Romániában. Központja Alsóvist, beosztott falvai Besimbák, Felsővist, Kisvist, Rukkor.

## Népessége
A 2011-es népszámlálás adatai alapján a község népessége 2026 fő volt.

## Története
2004-ben kivált belőle Dragus és önálló községgé alakult.